# Campeonato Mundial de Atletismo em Pista Coberta de 2012 - Revezamento 4x400 m feminino
A prova dos 4 x 400 metros estafetas feminino do Campeonato Mundial de Atletismo em Pista Coberta de 2012 foi disputada no dia 11 de março na Ataköy Athletics Arena em Istanbul, na Turquia.

## Recordes
Antes desta competição, os recordes mundiais e do campeonato nesta prova eram os seguintes:
|    | Nacionalidade | Tempo     | Local     | Data                  |
| -- | ------------- | --------- | --------- | --------------------- |
| WR | Rússia        | 3m 23s 37 | Glasgow   | 28 de janeiro de 2006 |
| CR | Rússia        | 3m 23s 88 | Budapeste | 7 de março de 2004    |

## Medalhistas
| Ouro                                                                                 | Prata                                                                                 | Bronze                                                                                     |
| Reino Unido · Shana Cox · Nicola Sanders · Christine Ohuruogu · Perri Shakes-Drayton | Estados Unidos · Leslie Cole · Natasha Hastings · Jernail Hayes · Sanya Richards-Ross | Rússia · Yuliya Gushchina · Kseniya Ustalova · Marina Karnaushchenko · Aleksandra Fedoriva |

## Cronograma
| Data        | Hora  | Evento |
| ----------- | ----- | ------ |
| 11 de março | 16:40 | Final  |

## Resultados

### Final
A final ocorreu dia 11 de março.
| Colocação         | Nacionalidade  | Atletas                                                                        | Tempo   | Notas |
| ----------------- | -------------- | ------------------------------------------------------------------------------ | ------- | ----- |
| Medalha de ouro   | Reino Unido    | Shana Cox, Nicola Sanders, Christine Ohuruogu, Perri Shakes-Drayton            | 3:28.76 | WL    |
| Medalha de prata  | Estados Unidos | Leslie Cole, Natasha Hastings, Jernail Hayes, Sanya Richards-Ross              | 3:28.79 | SB    |
| Medalha de bronze | Rússia         | Yuliya Gushchina, Kseniya Ustalova, Marina Karnaushchenko, Aleksandra Fedoriva | 3:29.55 | SB    |
| 4                 | Roménia        | Angela Moroşanu, Alina Panainte, Adelina Pastor, Elena Mirela Lavric           | 3:33.41 | SB    |
| 5                 | Bielorrússia   | Hanna Tashpulatava, Yulyana Yushchanka, Iryna Khliustava, Sviatlana Usovich    | 3:33.73 | SB    |
| 6                 | Ucrânia        | Yelizaveta Bryzhina, Iuliia Olishevska, Olha Zemlyak, Nataliya Pyhyda          | DQ      |       |

Legenda
| Recorde mundial       | Recorde mundial (World record)               |                       | Recorde africano                      | Recorde africano (African) |                                           | Q | Classificado por posição (Qualified) |
| Recorde do campeonato | Recorde do campeonato (Championship record)  | Recorde da América    | Recorde da América (Americas)         | q                          | Classificado por melhor tempo (Qualified) |   |                                      |
| Melhor marca do ano   | Melhor marca do ano (World leading)          | Recorde asiático      | Recorde asiático (Asian)              | DNS                        | Não largou (Did not start)                |   |                                      |
| Recorde nacional      | Recorde nacional (National record)           | Recorde europeu       | Recorde europeu (European)            | DNF                        | Não terminou (Did not finish)             |   |                                      |
| Recorde pessoal       | Recorde pessoal do atleta (Personal best)    | Recorde da Oceania    | Recorde da Oceania (Oceania)          | DSQ / DQ                   | Desclassificado (Disqualified)            |   |                                      |
| Recorde da temporada  | Recorde da temporada do atleta (Season best) | Recorde sul-americano | Recorde sul-americano (South America) | NM                         | Sem marca (No mark)                       |   |                                      |